# Auberge Saint-Pierre
L'auberge Saint-Pierre est un monument situé au Mont-Saint-Michel, en France.

## Localisation
La maison est située dans le département français de la Manche, dans la commune du Mont-Saint-Michel.

## Historique
L'édifice est daté du XIVe siècle.
L'édifice est classé au titre des monuments historiques depuis le 4 avril 1938.

## Architecture

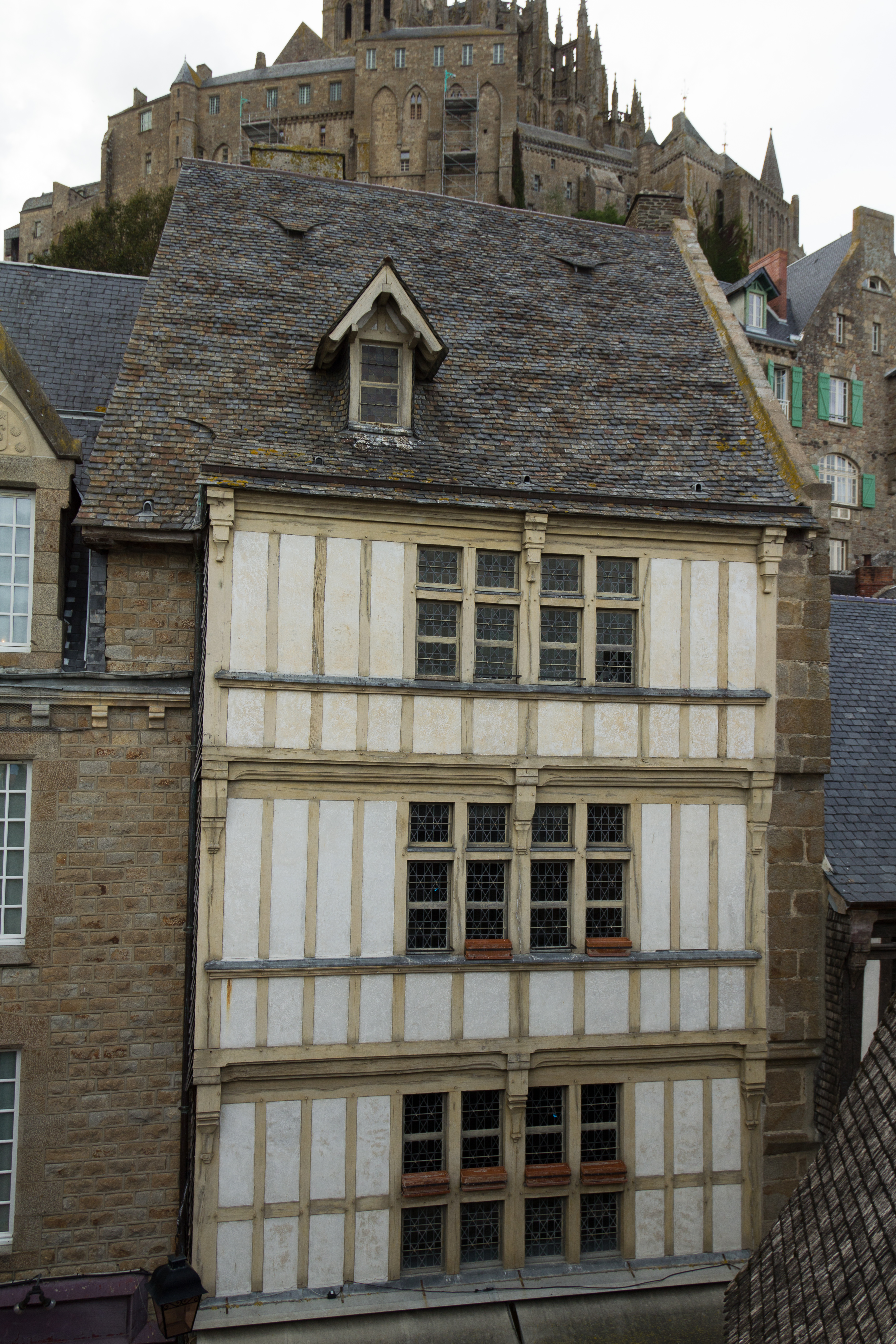
Façade de l'ancienne auberge